# Stelletta pumex
Stelletta pumex är en svampdjursart som först beskrevs av Giovanni Domenico Nardo 1847.  Stelletta pumex ingår i släktet Stelletta och familjen Ancorinidae. Inga underarter finns listade i Catalogue of Life.